# Битва при Костюхновке
Би́тва под Костю́хновкой (пол. Bitwa pod Kostiuchnówką) , или Прорыв у Костю́хновки — сражение Первой мировой войны, произошедшее 21 июня (4 июля) — 24 июня (7 июля) 1916 года в районе Костюхновки на Волыни. Это было крупное столкновение между русской армией и польскими легионами (частью австро-венгерской армии) на начальном этапе Брусиловского прорыва.
Польские войска, насчитывавшие 5500-7300 человек, столкнулись с русскими войсками, насчитывавшими более 13 000 человек (более половины 46-го корпуса). Польские войска в конце концов были вынуждены отступить, но задержали русских достаточно долго, чтобы другие австро-венгерские части в этом районе смогли организованно отступить. Потери поляков составили около 2000 убитых и раненых. Это сражение считается одним из самых крупных и жестоких сражений с участием польских легионов в Первой мировой войне.

## Предыстория
В Первой мировой войне страны, разделившие Польшу, воевали друг с другом — Германская империя и Австро-Венгерская империя объединились против Российской империи. Польские легионы были созданы в Австро-Венгрии для того, чтобы использовать эти разногласия, служа одним из основных инструментов Юзефа Пилсудского для восстановления независимости Польши.
Польские легионы впервые прибыли в окрестности Костюхновки во время наступления Центральных держав летом и осенью 1915 года, взяв Костюхновку 27 сентября 1915 года. Осенью того же года они пережили ожесточенные бои, в которых каждая сторона пыталась взять регион под свой контроль; менее известное сражение под Костюхновкой происходило с 3 по 10 ноября; русским удалось продвинуться вперед, захватив Польскую гору, но 10 сентября они были выбиты польскими войсками. Польские войска удерживали Костюхновку, и из-за их успехов в обороне своих позиций несколько достопримечательностей в районе Костюхновки стали известны как «польские» (так их называли как польские, так и союзные немецкоязычные войска): ключевой холм, возвышающийся над этим районом, стал Польской горой (польск. Polska Góra), близлежащий лес — Польским лесом (Polski Lasek), близлежащий мост через реку Гарбах — Польский мост (Polski Mostek), и ключевая укрепленная линия траншей — редут Пилсудского (Reduta Piłsudskiego). Польские солдаты построили несколько больших деревянных лагерей; более крупный из которых был известен как Легионово (где располагался польский штаб). В течение предшествовавшей поздней осени, зимы и весны ни одна из сторон не предпринимала серьёзных подвижек, но ситуация резко изменилась с началом Брусиловского наступления в июне 1916 года.

## Противоборствующие силы
Столкнувшись с крупным наступлением русских, 2-я бригада польских легионов была развернута из Костюхновки в Грузятине и Голузе. 1-я бригада удерживала позиции перед Польской горой; III бригада, расположившаяся слева от неё, удерживала рубежи у деревни Оптова; редут Пилсудского был самой передовой польской позицией, длиной около 50 метров, обращенным к самому передовому русскому редуту, называемому «Орлиное гнездо».
Ниже по Польскому горе венгерская 128-я гонведская бригада заняла позиции напротив польского правого фланга, венгерская 11-я кавалерийская дивизия — против левого фланга. Сзади первой линии обороны были проведены ещё две линии обороны поляков: одна через Польский лес и Инженерный лес, а вторая через деревни Нове-Кукле, Новы-Ястков, лагерь Легионово и Нова-Раранча. Польские легионы в Костюхновке насчитывали от 5500 до 7300 человек (6500 пехотинцев и 800 кавалеристов), 49 пулеметов, 15 мортир и 26 артиллерийских подразделений. Русские войска, состоявшие из большей части 46-го корпуса, насчитывали 23 000 пехотинцев, 3 000 кавалеристов и поддерживались более крупными артиллерийскими силами, состоящими из 120 единиц.

## Битва

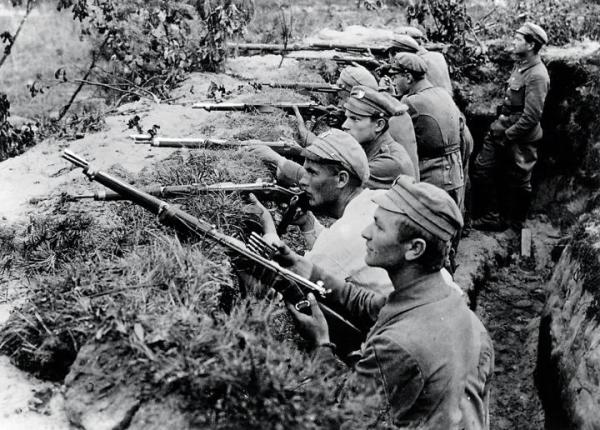
1-й легион уланского полка в окопах под Костюхновкой

Начиная с 6 июня, на 40-километровой линии между Колками и Костюхновкой было направлено крупное наступление русских с целью захвата позиции и последующего наступления на Ковель. Поскольку польские легионеры оставались на месте и удерживали позиции, было переброшено больше русских подкреплений, в то время как битва при Костюхновке стала одним из главных сражений в этом районе во время Первой мировой войны. Польские войска перешли в контрнаступление, отбросив русских, которые не ожидали такого смелого шага, в ночь с 8 на 9 июня.
46-й армейский корпус (77-я, 100-я пехотные и 3-я Кавказская казачья дивизии), сосредоточив не менее 24 батальонов на участке Костюхновка, ст. Подчеревичи, имел задачу нанести главный удар в направлении на Волчецк, одновременно одной бригадой и 3-й Кавказской казачьей дивизией прочно удерживая фронт Вараш, Новоселий, 5 км западнее Чарторийск.
Основное наступление российских войск произошло 4 июля, после крупного артиллерийского упреждающего удара. Наступающая русская пехота, насчитывавшая около 10 000 человек, столкнулась с примерно 1 000 польских солдат на передовой (остальные находились в резерве), но русские были остановлены сильным пулеметным огнем и вынуждены были отступить. Однако венгерские войска на Польской горе были отброшены, а русские, наступавшие на правом фланге поляков, угрожали захватить высоту в этом районе. Контратака поляков не увенчалась успехом; При отступлении венгерских войск польские войска понесли очень большие потери и вынуждены были отступить либо на оставшуюся часть первой линии обороны, либо, в районе Польской горы, на вторую линию. Другая польская контратака, предпринятая в ночь с 4 на 5 июля, также была отбита.
Несмотря на паническое бегство венгерских войск на правом крыле (128-я пехотная бригада Гонведа), 21 июня (4 июля) — 22 июня (5 июля) поляки не дали прорвать фронт, выдержав повторную атаку 100-й русской пехотной дивизии (397-й, 398-й, 399-й, 400-й пехотные полки).
Наиболее тяжёлые бои вела 1-я бригада польских легионов под командованием Юзефа Пилсудского, особенно её 5-й пехотный полк, боевые потери которого превысили 50 %.
«22 июня (5 июля) 1916 г. На фронте 46-го корпуса около полуночи противник сильной контратакой вернул себе выс. 91,6 южнее Костюхновки; около 3 час. контратака была произведена противником со стороны выс. 91,6 на южную окраину Костюхновки, но была отбита, причем захвачены в плен 2 офицера и 257 нижних чинов. Во вчерашнем бою при взятии Костюхновки 46-м корпусом взяты 2 орудия, 2 пулемета и около 250 пленных» (Телеграмма № 2078 ген. Духонин — ген. Пустовойтенко).
В течение дня русскому наступлению удалось оттеснить польские войска ещё дальше; Несмотря на то, что полякам удалось временно отвоевать Польскую гору, отсутствие поддержки со стороны венгерских войск снова склонило чашу весов в пользу русских, и даже немецкие подкрепления, развернутые после того, как Пилсудский послал в штаб армии доклад о возможности прорыва русских, не смогли переломить ход событий. В конце концов, 6 июля русское наступление вынудило армии Центральных держав отступить вдоль всей линии фронта; Польские войска отступили одними из последних, потеряв около 2000 человек убитыми во время битвы.
«23 июня (6 июля). В 46-м корпусе 100-я дивизия овладела д. Волчецк, преследует противника; втянувшись в лес, что юго-западнее Волчецк, 1-я бригада 77-й пехотной дивизии после упорного боя овладела выс. 102,6, юго-восточнее Волчецк, захватив много пленных, в том числе командира полка с адъютантом. Бригада теснит противника в направлении на Гуту Лисовскую. 2-я бригада 77-й дивизии перешла с фронта Хряск, Чаторийск в наступление, преследуя отступающего противника. Уланская бригада 16-й кавалерийской дивизии, преследуя противника, атаковала его в конном строю в районе Волчецк и захватила 5 орудий, успевших сделать только несколько выстрелов. Новоархангельские уланы вместе с пехотой атаковали в штыки германцев, занимавших позиции южнее Волчецк, и сбили их. 2-й эскадрон Черниговского полка, преследуя германцев, достиг линии железной дороги. 1-й бригадой 77-й дивизии за 21-23 июня захвачены в плен 42 офицера, 1 врач, около 1800 нижних чинов, 7 орудий, 10 пулеметов и 4 бомбомета» (Телеграмма № 2101 ген. Духонин — ген. Пустовойтенко).
Утром 23-го июня части 46-го армейского корпуса перешли в наступление, и 100-я пехотная дивизия, овладев «Орлиным гнездом» (у Костюхновки), прорвала фронт противника. Около полудня в прорыв была двинута 16-я кавалерийская дивизия, которую ждал блестящий успех под дер. Волчецк. В авангарде дивизии шла уланская бригада — в направлении на деревни Волчецк, Лисово и станцию Волчецк.
Части 100-й пехотной дивизии были утомлены и понесли большие потери. 397-й пехотный Запорожский полк, овладев первой линией окопов противника у Волчецка, залег у проволочных заграждений.
И тогда в дело вступила конница. Внезапным лихим ударом русские уланы сбили с позиций пехоту противника, занимавшую оборону у дер. Волчецк. Несмотря на потерю на проволочных заграждениях 80 % конского состава атакующих подразделений, в руки русских кавалеристов попал богатый трофей — 14 германских орудий. Германские батареи успели сделать лишь несколько выстрелов, и были захвачены в целости и сохранности — вместе с расчетами, не успевшими вывести из строя даже прицельные приспособления. Очевидец вспоминал об увиденном им через несколько часов после атаки номиргородских улан поле боя. Тела погибших кавалеристов и лошадей в основном лежали вдоль 2-х канав, выкопанных вдоль домов, хоть и не широких, но с отвесными крутыми стенами. В этом месте у атакующих кавалеристов вынужденно наступала заминка — лошади приостанавливались, и вместе со всадниками гибли от огня германских пехотинцев, стреляющих из окон деревенских домов. В чистом поле потерь почти не было. Основная масса артиллерийских трофеев распределялась следующим образом: в ходе конной атаки непосредственно у дер. Волчецк в руки кавалеристов попала крупповская 6-орудийная батарея, и при преследовании противника — 3 тяжелых и 4 легких орудия. Всего частями были захвачены следующие трофеи: 17-м уланским Новомиргородским полком — 7 легких орудий, 16-м уланским Новоархангельским полком — 4 гаубицы, 17-м гусарским Черниговским полком — 3 тяжелых орудия. У станции Волчецк, атаковав высаживающиеся из вагонов германские батальоны, русские кавалеристы зарубили более 100 солдат противника, в то время как остальные пехотинцы рассеялись по близлежащим окрестностям. Австро-германские части отходили в большом беспорядке, и в ночь на 24 июня кавалеристы 16-й дивизии захватили пленных из состава одного из германских полков сразу в 3-4 точках фронта. 4-й Конный корпус продолжал развивать успех. Вслед за 16-й кавалерийской в прорыв была введена 1-я Забайкальская казачья дивизия, которая во взаимодействии с пехотой захватила у дер. Оптово 2 пулемета и 280 пленных, а также в ходе конной атаки у Галузии — более 1000 пленных венгров, 2 конных орудия и несколько пулеметов. 24 июня у местечка Городок дивизия уничтожила 2 роты вражеской пехоты, захватив 180 пленных (в том числе 3 офицеров), 6 пулеметов и артиллерийский парк из 39 ящиков с полным комплектом снарядов. 2-я Сводная казачья дивизия в этот день захватила склады на узкоколейной железной дороге у мест. Городок, двинувшись на север.
16-я кавалерийская дивизия 24 июня заняла станцию Маневичи, захватив крупные склады инженерного, интендантского, артиллерийского и санитарного имущества. Всего за два дня частями 4-го Конного корпуса было пленено 1600 солдат и офицеров противника, захвачено 15 орудий, 8 пулеметов, 39 зарядных ящиков и масса военного имущества.

## Последствия
Битва закончилась отходом австро-венгерской армии. Несмотря на тактическую победу русских, армия Габсбургской монархии благодаря польским легионам добилась чрезвычайно важного стратегического успеха, предотвратив прорыв фронта, который мог вызвать его полную дезорганизацию на данном участке.
Наступление Брусилова было остановлено только в августе 1916 года с помощью подкреплений, переброшенных с Западного фронта. Несмотря на вынужденное отступление, действия польских войск произвели впечатление на австро-венгерское и немецкое командование и способствовали их решению воссоздать некую форму польской государственности, чтобы увеличить набор польских войск. Их ограниченные уступки, однако, не удовлетворили Пилсудского; он распорядился не присягать на верность Германии, после чего он был арестован, а Легионы распущены.
Это сражение считается одним из самых крупных и жестоких сражений с участием польских легионов в Первой мировой войне. Пилсудский в своем приказе от 11 июля 1916 года писал, что «самые тяжелые из наших нынешних боев произошли в последние дни».
По словам Прита Буттара, «тем не менее, это сражение ещё больше повысило авторитет Польского легиона, который и без того высоко ценился Центральными державами. Это, в конечном счете, привело бы к усилению давления с целью предоставления полякам большей независимости в обмен на их поддержку в борьбе с русскими».
За героизм в битве под Костюхновкой серебряным крестом ордена Virtuti Militari был награждён сержант (впоследствии подполковник) Кароль Ленчовский (проявил выдающийся героизм и отвагу, когда 6 июля 1916 г., попав в окружение своей части, он прорвал русское окружение силами около 30 солдат).
Орденом Св. Великомученика и Победоносца Георгия IV-й степени были награждены: генерал-майор командир 17-го уланского Новомиргородского полка Александр Иванович Костенко «за то, что… в бою у д. Волчецк, 23 июня 1916 г., получив приказание поддержать части 77 пехотной дивизии, произвел разведку и лично повел полк в конном строю в атаку на окопы противника и его батарею. Идя во главе полка, и, несмотря на сильный артиллерийский и фланговый ружейный огонь, неся большие потери, генерал-майор Костенко, прорвавшись через проволочные заграждения и обратив противника в бегство, изрубил около 2 рот его, захватил 6-орудийную легкую батарею, чем способствовал общему успеху при сбитии противника с укрепленных позиций у д. Волчецк»; подполковник 16-го уланского Новоархангельского полка Владимир Николаевич Залинов «за то, что командуя эскадроном в бою под д. Волчецк, 23 июня 1916 г., получив приказание атаковать батарею, ведя лично эскадрон, прошел под перекрестным артиллерийским, ружейным и пулеметным огнем, лихо атаковал батарею, изрубив прикрытие и прислугу и захватил действующую 4-орудийную гаубичную 10,5 сант. германскую батарею»; ротмистр 16-го уланского Новоархангельского полка Михаил Петрович Кадьян «за то, что, командуя эскадроном, 23 июня 1916 г., получив приказание атаковать противника в д. Волчецк и занимавшего окопы юго-восточнее её, под губительным огнем, пройдя проволочные заграждения, атаковал в конном строю окопы, изрубив около роты пехоты, остальных обратил в бегство. Потеряв при этом убитой лошадь, пешком продолжал наступление, приняв и приведя в порядок части нашей пехоты, оставшейся без офицеров, под своей командой, вместе со спешенным эскадроном, штыками и пиками выбил противника из второй линии, переколов более двух рот. Во время этой атаки ротмистр Кадьян два раза раненый, показывая пример воинской доблести, позволил отнести себя на перевязочный пункт только после того, как организовал преследование»; корнет 16-го уланского Новоархангельского полка Николай Парменович Кордзая «за то, что в бою под д. Волчецк 23 июня 1916 г., будучи выслан командующим полком перед конной атакой с разъездом для определения протяжения и величины проволочных заграждений, нахождения и проделывания в них проходов, под сильным артиллерийским, ружейным и пулеметным огнем, подскакал к проволочным заграждениям, спешился, собственноручно сделал в проволоке проход, в который и прошли подошедшие эскадроны, с которыми корнет Кордзай принимал участие в конной атаке, ворвался в неприятельские окопы, где и был тяжело ранен двумя пулями в ногу. Проявив высокую воинскую доблесть и выдающееся личное мужесто, корент Кордзай своими блестящими действиями оказал незаменимое содействие успеху конной атаки при сбитии противника у дер. Волчецк». Есть сведения, что Георгиевский крест должен был получить и командир 16-го уланского Новоархангельского полка полковник Григорий Михайлович Лермонтов, но он отказался присягать Временному правительству.
Начальником 16-й кавалерийской дивизии генерал-лейтенантом Н. Г. Володченко из штаба корпуса была получена датированная 24 июня телеграмма за № 8425 следующего содержания: «Благодарю Вас, генерала Константинова, генерала Костенко, полковника Лермонтова и всех гг. офицеров уланской бригады за лихую атаку под Волчецком, закончившуюся захватом тяжелых и легких орудий. Лично обойдя поле сражения, видел молодецкие удары, нанесенные уланами, за что объявляю им свое сердечное спасибо. Передайте Черниговским гусарам, участвовавшим в захвате 3-х тяжелых орудий, под командованием подполковника Субботина, мою сердечную благодарность. Генерал-лейтенант Гилленшмидт».
Присутствие Пилсудского, который позже станет диктатором Польши, во время битвы стало темой нескольких патриотических польских картин, в том числе Леопольда Готтлиба, в то время также солдата легионов, а также Стефана Гарватовского. Винсент Водзиновский создал серию рисунков и зарисовок о погибших и раненых в бою. Во время Второй Речи Посполитой рядом было воздвигнуто несколько памятников и курган в память о битве. В 1928—1933 гг. был воздвигнут 16-метровый курган с каменным обелиском и музей с двумя дополнительными обелисками; Также было построено военное кладбище. Они пришли в упадок во время Советского Союза (который часто целенаправленно пытался стереть следы польской истории — курган, например, был опущен на 10 м).
Бои под Костюхновкой — как во время сражения в июле 1916 года, так и более ранние, с ноября 1915, — увековечены на одной из мемориальных досок на могиле неизвестного солдата в Варшаве: «Костюхнувка 4 ноября 1915 г. и 4— 6 июля 1916 г.». В последние годы реставрационные работы велись в рамках различных польско-украинских проектов, в том числе польских харцеров. Польскими усилиями восстановлено мемориальное польское кладбище в Костюхновке.